# Йокін Ескіета
Йокін Ескіета Мендібуру (баск. Jokin Ezkieta Mendiburu, нар. 17 серпня 1996, Памплона) — іспанський футболіст, воротар «Расінг».

## Клубна кар'єра
Народився в Памплоні, Наварра і є вихованцем клубу «Осасуна» з рідного міста. Дебютував за резервну команду 24 серпня 2014 року, вийшовши в основі в гостьовому матчі проти «Корельяно» (2:0) у Терсері.
У березні 2015 року, оскільки термін дії його контракту повинен був закінчитися, Ескієта погодив контракт з «Барселоною». Перехід бувофіційно оголошений 17 липня, коли гравець підписав чотирирічну угоду з каталонським грандом і був включений до заявки резервної команди, що грала у Сегунді Б.
Зігравши за цю команду лише три матчі протягом сезону, 22 липня 2016 року Ескіета був відданий в оренду в «Сабадель». Там Йокін відразу став основним воротарем, зігравши за сезон 37 з 38 матчів у Сегунді Б, а його команда ледь уникнула вильоту.
2017 року Ескіета повернувся до «Барселони Б» , яка на той час грала у Сегунді, де воротар і дебютував 25 вересня 2017 року в домашній грі проти «Луго» (1:2). Зігравши ще один матч чемпіонату у тому сезоні, він з командою вилетів назад до Сегунди Б, де у сезоні 2018/19 зіграв 10 ігор. Того ж розіграшу він єдиний раз потрапив до заявки основної команди на матч Ла-Ліги проти «Реала Вальядолід» (1:0) 23 серпня 2018 року, зайнявши місце травмованого Яспера Сіллессена на лавці запасних, але на поле не вийшов
1 липня 2019 року як вільний агент Ескіета підписав чотирирічний контракт з «Атлетіком Більбао».. У новій команді дебютував 28 січня наступного року, замінивши Унаї Нуньєса на другій хвилині матчі Кубка Іспанії проти «Тенеріфе» (3:3), коли основний воротар Яго Еррерін був вилучений; В підсумку гра дійшла до серії пенальті, де Йокін допоміг команді здобути перемогу 4:2 та вийти до наступного раунду.
17 січня 2021 року він виграв свій перший титул — Суперкубок Іспанії, в фіналі якого «Атлетіка» з рахунком 3:2 здолав «Барселону», хоча сам Ескіета в обох матчах турніру залишався на лаві запасних.

## Кар'єра в збірній
На рахунку Ескіети є два товариські матчі за юнацьку збірну Іспанії до 19 років.

## Досягнення
- Володар Суперкубка Іспанії: 2020